# نیکو لیرش
نیکو لیرش (انگلیسی: Nico Liersch؛ زادهٔ ۱۷ ژوئیه ۲۰۰۰ (age ۱۵)) یک هنرپیشه اهل آلمان است. 
از فیلم‌ها یا برنامه‌های تلویزیونی که وی در آن نقش داشته است می‌توان به کتاب‌دزد اشاره کرد.